# Lawrence Pentland
Lawrence Henry Pentland (født 6. april 1879, død 2. november 1923) var en canadisk fodbold- og lacrossespiller, som deltog i OL 1904 i St. Louis.
Pentland spillede oprindeligt fodbold, men skiftede til lacrosse. Han spillede først for Winnipeg Victorias i 1902, men skiftede året efter til Shamrock Lacrosse Team.
Pentland blev olympisk mester i lacrosse i 1904 i St. Louis. Han var med på Shamrock Lacrosse Team, som vandt konkurrencen. Fire hold var meldt til turneringen, to canadiske og to amerikanske, men det amerikanske hold fra Brooklyn Crescents blev udelukket, da de havde betalte spillere på holdet. Shamrock-holdet gik direkte i finalen, hvor de mødte det amerikanske hold fra St. Louis Amateur Athletic Association. Shamrock vandt kampen klart med 8-2.
I sit civile liv var Pentland advokat.